# 5e étape du Tour de France 2020
Pour un article plus général, voir Tour de France 2020.
La 5e étape du Tour de France 2020 se déroule le mercredi 2 septembre 2020 entre Gap et Privas, sur une distance de 183 kilomètres.

## Parcours
Le profil de cette étape est relativement plat, avec seulement deux montées répertoriées : le col de Serre Colon (4,1 km à 3,7 %), la côte de Saint-Vincent-de-Barrès (2,7 km à 4,2 %). Après avoir longé l'Eygues, le peloton traverse la vallée du Rhône au niveau de la capitale du nougat, Montélimar, ce qui pourrait bien provoquer quelques cassures. Les derniers kilomètres en faux plats montants jusqu'à l'arrivée à Privas est propice aux sprinteurs les plus costauds du peloton.

## Déroulement de la course
Kasper Asgreen (Deceuninck-Quick Step) attaque au km 4, avec dans sa roue Thomas De Gendt (Lotto-Soudal). De Gendt ne relaie pas, Asgreen se relève rapidement. Une fois le duo repris, aucune tentative d'échappée n'est à signaler. Les classements annexes vont dans un premier temps animer un peu l'étape : le champion d'Irlande Sam Bennett (Deceuninck-Quick Step) passe en tête au sprint intermédiaire, devant son équipier Michael Mørkøv et Caleb Ewan (Lotto-Soudal). Le maillot à pois Benoit Cosnefroy (AG2R La Mondiale) franchit, quant à lui, les deux ascensions répertoriées de la journée en première place. L'équipe Ineos Grenadiers provoque une bordure à moins de 9 km de l'arrivée, mais le peloton va en partie se reformer. Thibaut Pinot (Groupama-FDJ) et Bauke Mollema (Trek-Segafredo), les deux principaux coureurs piégés, parviennent à recoller. Malgré un démarrage de Michael Schär (CCC Team) sous la banderole des deux derniers kilomètres, l'étape se termine par un nouveau sprint massif. C'est Wout van Aert (Jumbo-Visma) qui s'impose, devant Cees Bol (Sunweb) et le champion d'Irlande Sam Bennett, qui s'empare ainsi du maillot vert de Peter Sagan.
Le maillot jaune Julian Alaphilippe (Deceuninck-Quick Step) écope d'une pénalité de 20 secondes pour un ravitaillement interdit dans les 20 derniers kilomètres, ce qui le fait rétrograder à la 16e place du classement général, à 16 secondes du nouveau leader Adam Yates (Mitchelton-Scott). Primož Roglič (Jumbo-Visma) et le maillot blanc Tadej Pogačar (UAE Emirates) complètent désormais le podium, avec 3 et 7 secondes de retard.

## Résultats

### Classement de l'étape
| Classement de la 5e étape | Classement de la 5e étape | Classement de la 5e étape | Classement de la 5e étape | Classement de la 5e étape |
|                           | Coureur                   | Pays                      | Équipe                    | Temps                     |
| ------------------------- | ------------------------- | ------------------------- | ------------------------- | ------------------------- |
| 1er                       | Wout van Aert             | Belgique                  | Jumbo-Visma               | en 4 h 21 min 22 s        |
| 2e                        | Cees Bol                  | Pays-Bas                  | Sunweb                    | + 0 s                     |
| 3e                        | Sam Bennett               | Irlande                   | Deceuninck-Quick Step     | + 0 s                     |
| 4e                        | Peter Sagan               | Slovaquie                 | Bora-Hansgrohe            | + 0 s                     |
| 5e                        | Jasper Stuyven            | Belgique                  | Trek-Segafredo            | + 0 s                     |
| 6e                        | Luka Mezgec               | Slovénie                  | Mitchelton-Scott          | + 0 s                     |
| 7e                        | Bryan Coquard             | France                    | B&B Hotels-Vital Concept  | + 0 s                     |
| 8e                        | Caleb Ewan                | Australie                 | Lotto-Soudal              | + 0 s                     |
| 9e                        | Clément Venturini         | France                    | AG2R La Mondiale          | + 0 s                     |
| 10e                       | Hugo Hofstetter           | France                    | Israel Start-Up Nation    | + 0 s                     |
| modifier                  |                           |                           |                           |                           |

### Points attribués
| Sprint intermédiaire L'Épine (km 48) | Sprint intermédiaire L'Épine (km 48) | Sprint intermédiaire L'Épine (km 48) | Sprint intermédiaire L'Épine (km 48) | Sprint intermédiaire L'Épine (km 48) |
| ------------------------------------ | ------------------------------------ | ------------------------------------ | ------------------------------------ | ------------------------------------ |
|                                      | Coureur                              | Pays                                 | Équipe                               | Point(s)                             |
| 1er                                  | Sam Bennett                          | Irlande                              | Deceuninck-Quick Step                | 20                                   |
| 2e                                   | Michael Mørkøv                       | Danemark                             | Deceuninck-Quick Step                | 17                                   |
| 3e                                   | Caleb Ewan                           | Australie                            | Lotto-Soudal                         | 15                                   |
| 4e                                   | Peter Sagan                          | Slovaquie                            | Bora-Hansgrohe                       | 13                                   |
| 5e                                   | Bryan Coquard                        | France                               | B&B Hotels-Vital Concept             | 11                                   |
| 6e                                   | Alexander Kristoff                   | Norvège                              | UAE Emirates                         | 10                                   |
| 7e                                   | Matteo Trentin                       | Italie                               | CCC                                  | 9                                    |
| 8e                                   | Niccolò Bonifazio                    | Italie                               | Total Direct Énergie                 | 8                                    |
| 9e                                   | Daniel Oss                           | Italie                               | Bora-Hansgrohe                       | 7                                    |
| 10e                                  | Elia Viviani                         | Italie                               | Cofidis                              | 6                                    |
| 11e                                  | Christophe Laporte                   | France                               | Cofidis                              | 5                                    |
| 12e                                  | Giacomo Nizzolo                      | Italie                               | NTT Pro Cycling                      | 4                                    |
| 13e                                  | Nélson Oliveira                      | Portugal                             | Movistar                             | 3                                    |
| 14e                                  | Cyril Barthe                         | France                               | B&B Hotels-Vital Concept             | 2                                    |
| 15e                                  | Roger Kluge                          | Allemagne                            | Lotto-Soudal                         | 1                                    |
| modifier                             |                                      |                                      |                                      |                                      |

| Arrivée d'étape Privas (km 183) | Arrivée d'étape Privas (km 183) | Arrivée d'étape Privas (km 183) | Arrivée d'étape Privas (km 183) | Arrivée d'étape Privas (km 183) |
| ------------------------------- | ------------------------------- | ------------------------------- | ------------------------------- | ------------------------------- |
|                                 | Coureur                         | Pays                            | Équipe                          | Point(s)                        |
| 1er                             | Wout van Aert                   | Belgique                        | Jumbo-Visma                     | 50                              |
| 2e                              | Cees Bol                        | Pays-Bas                        | Sunweb                          | 30                              |
| 3e                              | Sam Bennett                     | Irlande                         | Deceuninck-Quick Step           | 20                              |
| 4e                              | Peter Sagan                     | Slovaquie                       | Bora-Hansgrohe                  | 18                              |
| 5e                              | Jasper Stuyven                  | Belgique                        | Trek-Segafredo                  | 16                              |
| 6e                              | Luka Mezgec                     | Slovénie                        | Mitchelton-Scott                | 14                              |
| 7e                              | Bryan Coquard                   | France                          | B&B Hotels-Vital Concept        | 12                              |
| 8e                              | Caleb Ewan                      | Australie                       | Lotto-Soudal                    | 10                              |
| 9e                              | Clément Venturini               | France                          | AG2R La Mondiale                | 8                               |
| 10e                             | Hugo Hofstetter                 | France                          | Israel Start-Up Nation          | 7                               |
| 11e                             | Giacomo Nizzolo                 | Italie                          | NTT Pro Cycling                 | 6                               |
| 12e                             | Christophe Laporte              | France                          | Cofidis                         | 5                               |
| 13e                             | Casper Pedersen                 | Danemark                        | Sunweb                          | 4                               |
| 14e                             | Alexander Kristoff              | Norvège                         | UAE Emirates                    | 3                               |
| 15e                             | Hugo Houle                      | Canada                          | Astana                          | 2                               |
| modifier                        |                                 |                                 |                                 |                                 |

|   |               | \| \| Coureur \| Pays \| Équipe \| Secondes \| \| - \| ------------- \| -------- \| --------------------- \| -------- \| \| 1 \| Wout van Aert \| Belgique \| Jumbo-Visma \| 10 s \| \| 2 \| Cees Bol \| Pays-Bas \| Sunweb \| 6 s \| \| 3 \| Sam Bennett \| Irlande \| Deceuninck-Quick Step \| 4 s \| |                       |          |
|   | Coureur       | Pays | Équipe                | Secondes |
| 1 | Wout van Aert | Belgique | Jumbo-Visma           | 10 s     |
| 2 | Cees Bol      | Pays-Bas | Sunweb                | 6 s      |
| 3 | Sam Bennett   | Irlande | Deceuninck-Quick Step | 4 s      |

### Cols et côtes
| Col de Serre Colon (km 130) 4e catégorie (4,1 km à 3,7%) | Col de Serre Colon (km 130) 4e catégorie (4,1 km à 3,7%) | Col de Serre Colon (km 130) 4e catégorie (4,1 km à 3,7%) | Col de Serre Colon (km 130) 4e catégorie (4,1 km à 3,7%) | Col de Serre Colon (km 130) 4e catégorie (4,1 km à 3,7%) |
| -------------------------------------------------------- | -------------------------------------------------------- | -------------------------------------------------------- | -------------------------------------------------------- | -------------------------------------------------------- |
|                                                          | Coureur                                                  | Pays                                                     | Équipe                                                   | Point(s)                                                 |
| 1er                                                      | Benoît Cosnefroy                                         | France                                                   | AG2R La Mondiale                                         | 1                                                        |
| modifier                                                 |                                                          |                                                          |                                                          |                                                          |

| Côte de Saint-Vincent-de-Barrès (km 167,5) 4e catégorie (2,7 km à 4,2%) | Côte de Saint-Vincent-de-Barrès (km 167,5) 4e catégorie (2,7 km à 4,2%) | Côte de Saint-Vincent-de-Barrès (km 167,5) 4e catégorie (2,7 km à 4,2%) | Côte de Saint-Vincent-de-Barrès (km 167,5) 4e catégorie (2,7 km à 4,2%) | Côte de Saint-Vincent-de-Barrès (km 167,5) 4e catégorie (2,7 km à 4,2%) |
| ----------------------------------------------------------------------- | ----------------------------------------------------------------------- | ----------------------------------------------------------------------- | ----------------------------------------------------------------------- | ----------------------------------------------------------------------- |
|                                                                         | Coureur                                                                 | Pays                                                                    | Équipe                                                                  | Point(s)                                                                |
| 1er                                                                     | Benoît Cosnefroy                                                        | France                                                                  | AG2R La Mondiale                                                        | 1                                                                       |
| modifier                                                                |                                                                         |                                                                         |                                                                         |                                                                         |

### Prix de la combativité
- Wout Poels (Bahrain-McLaren)

## Classements à l'issue de l'étape

### Classement général
| Classement général | Classement général | Classement général | Classement général | Classement général  |
|                    | Coureur            | Pays               | Équipe             | Temps               |
| ------------------ | ------------------ | ------------------ | ------------------ | ------------------- |
| 1er                | Adam Yates         | Royaume-Uni        | Mitchelton-Scott   | en 22 h 28 min 30 s |
| 2e                 | Primož Roglič      | Slovénie           | Jumbo-Visma        | + 3 s               |
| 3e                 | Tadej Pogačar      | Slovénie           | UAE Emirates       | + 7 s               |
| 4e                 | Guillaume Martin   | France             | Cofidis            | + 9 s               |
| 5e                 | Egan Bernal        | Colombie           | Ineos Grenadiers   | + 13 s              |
| 6e                 | Tom Dumoulin       | Pays-Bas           | Jumbo-Visma        | + 13 s              |
| 7e                 | Nairo Quintana     | Colombie           | Arkéa-Samsic       | + 13 s              |
| 8e                 | Esteban Chaves     | Colombie           | Mitchelton-Scott   | + 13 s              |
| 9e                 | Miguel Ángel López | Colombie           | Astana             | + 13 s              |
| 10e                | Romain Bardet      | France             | AG2R La Mondiale   | + 13 s              |
| modifier           |                    |                    |                    |                     |

| Classement par points | Classement par points | Classement par points | Classement par points    | Classement par points |
| --------------------- | --------------------- | --------------------- | ------------------------ | --------------------- |
|                       | Coureur               | Pays                  | Équipe                   | Point(s)              |
| 1er                   | Sam Bennett           | Irlande               | Deceuninck-Quick Step    | 123 points            |
| 2e                    | Peter Sagan           | Slovaquie             | Bora-Hansgrohe           | 114 pts               |
| 3e                    | Alexander Kristoff    | Norvège               | UAE Emirates             | 93 pts                |
| 4e                    | Caleb Ewan            | Australie             | Lotto-Soudal             | 75 pts                |
| 5e                    | Matteo Trentin        | Italie                | CCC                      | 70 pts                |
| 6e                    | Bryan Coquard         | France                | B&B Hotels-Vital Concept | 66 pts                |
| 7e                    | Cees Bol              | Pays-Bas              | Sunweb                   | 62 pts                |
| 8e                    | Giacomo Nizzolo       | Italie                | NTT Pro Cycling          | 61 pts                |
| 9e                    | Wout van Aert         | Belgique              | Jumbo-Visma              | 50 pts                |
| 10e                   | Julian Alaphilippe    | France                | Deceuninck-Quick Step    | 47 pts                |
| modifier              |                       |                       |                          |                       |

| Classement du meilleur grimpeur | Classement du meilleur grimpeur | Classement du meilleur grimpeur | Classement du meilleur grimpeur | Classement du meilleur grimpeur |
| ------------------------------- | ------------------------------- | ------------------------------- | ------------------------------- | ------------------------------- |
|                                 | Coureur                         | Pays                            | Équipe                          | Point(s)                        |
| 1er                             | Benoît Cosnefroy                | France                          | AG2R La Mondiale                | 23 points                       |
| 2e                              | Michael Gogl                    | Autriche                        | NTT Pro Cycling                 | 12 pts                          |
| 3e                              | Primož Roglič                   | Slovénie                        | Jumbo-Visma                     | 10 pts                          |
| 4e                              | Tadej Pogačar                   | Slovénie                        | UAE Emirates                    | 8 pts                           |
| 5e                              | Quentin Pacher                  | France                          | B&B Hotels-Vital Concept        | 6 pts                           |
| 6e                              | Guillaume Martin                | France                          | Cofidis                         | 6 pts                           |
| 7e                              | Toms Skujiņš                    | Lettonie                        | Trek-Segafredo                  | 6 pts                           |
| 8e                              | Kasper Asgreen                  | Danemark                        | Deceuninck-Quick Step           | 6 pts                           |
| 9e                              | Nicolas Roche                   | Irlande                         | Sunweb                          | 5 pts                           |
| 10e                             | Nairo Quintana                  | Colombie                        | Arkéa-Samsic                    | 4 pts                           |
| modifier                        |                                 |                                 |                                 |                                 |

| Classement général du meilleur jeune | Classement général du meilleur jeune | Classement général du meilleur jeune | Classement général du meilleur jeune | Classement général du meilleur jeune |
|                                      | Coureur                              | Pays                                 | Équipe                               | Temps                                |
| ------------------------------------ | ------------------------------------ | ------------------------------------ | ------------------------------------ | ------------------------------------ |
| 1er                                  | Tadej Pogačar                        | Slovénie                             | UAE Emirates                         | en 22 h 28 min 37 s                  |
| 2e                                   | Egan Bernal                          | Colombie                             | Ineos Grenadiers                     | + 6 s                                |
| 3e                                   | Enric Mas                            | Espagne                              | Movistar                             | + 15 s                               |
| 4e                                   | Sergio Higuita                       | Colombie                             | EF Pro Cycling                       | + 34 s                               |
| 5e                                   | Marc Hirschi                         | Suisse                               | Sunweb                               | + 4 min 3 s                          |
| 6e                                   | Daniel Felipe Martínez               | Colombie                             | EF Pro Cycling                       | + 4 min 10 s                         |
| 7e                                   | Harold Tejada                        | Colombie                             | Astana                               | + 14 min 55 s                        |
| 8e                                   | Niklas Eg                            | Danemark                             | Trek-Segafredo                       | + 16 min 57 s                        |
| 9e                                   | Lennard Kämna                        | Allemagne                            | Bora-Hansgrohe                       | + 19 min 22 s                        |
| 10e                                  | Neilson Powless                      | États-Unis                           | EF Pro Cycling                       | + 22 min 45 s                        |
| modifier                             |                                      |                                      |                                      |                                      |

| Classement par équipes | Classement par équipes | Classement par équipes | Classement par équipes |
|                        | Équipe                 | Pays                   | Temps                  |
| ---------------------- | ---------------------- | ---------------------- | ---------------------- |
| 1re                    | EF Pro Cycling         | États-Unis             | en 67 h 26 min 52 s    |
| 2e                     | Trek-Segafredo         | États-Unis             | + 32 s                 |
| 3e                     | Jumbo-Visma            | Pays-Bas               | + 40 s                 |
| 4e                     | Bahrain-McLaren        | Bahreïn                | + 1 min 51 s           |
| 5e                     | Movistar               | Espagne                | + 2 min 14 s           |
| 6e                     | UAE Emirates           | Émirats arabes unis    | + 3 min 38 s           |
| 7e                     | Astana                 | Kazakhstan             | + 3 min 47 s           |
| 8e                     | Groupama-FDJ           | France                 | + 4 min 52 s           |
| 9e                     | Ineos Grenadiers       | Royaume-Uni            | + 5 min 47 s           |
| 10e                    | AG2R La Mondiale       | France                 | + 6 min 15 s           |
| modifier               |                        |                        |                        |

## Abandon(s)
Aucun abandon.